# Równania równoważne
Równania równoważne – równania, które mają ten sam zbiór rozwiązań.
Poniższe równania są równoważne:
- {\displaystyle 2x-4=6\;{}} i {\displaystyle {}\;2x=10,}
- {\displaystyle x=1\;{}} i {\displaystyle {}\;2^{x}=2.}

Przy założeniu, że {\displaystyle x} może przyjmować wartości rzeczywiste równoważne są też równania:
- {\displaystyle |x|=2\;{}} i {\displaystyle {}\;x^{2}=4,}
- {\displaystyle \log _{2}4x=0\;{}} i {\displaystyle {}\;\log _{2}x+2=0.}

W dziedzinie liczb zespolonych równania te równoważne nie są.
Poniższe równania nie są równoważne:
- {\displaystyle x^{2}=1\;{}} i {\displaystyle {}\;x=1,}
- {\displaystyle \log _{2}x^{2}=1\;{}} i {\displaystyle {}\;2\log _{2}x=1,}
- {\displaystyle \sin x=1\;{}} i {\displaystyle {}\;|\sin x|=1.}

Metoda równań równoważnych polega na takim przekształcaniu danego równania, aby na każdym etapie otrzymywać równanie prostsze, lecz równoważne danemu. Dochodząc w końcu do równania, którego rozwiązanie jest znane, mamy pewność, że jest to rozwiązanie równania wyjściowego.